# Early, Iowa
Early är en ort i Sac County i delstaten Iowa, USA.